# Вега
Вижте пояснителната страница за други значения на Вега.
Вега (α Lyrae, Алфа от Лира) е най-ярката звезда в съзвездието Лира. Тя е петата най-ярка звезда в небето и е категоризирана с нулева звездна величина. Заедно със звездите Денеб (съзвездие Лебед) и Алтаир (съзвездие Орел) образува така наречения Летен триъгълник. Вега е около 40 пъти по-ярка звезда от Слънцето. Тя е класическа бяла звезда от главна последователност и подобно на Слънцето превръща водородното си гориво в хелий. Повърхностната ѝ температура е около 9600 К. Нейният цвят и яркост я правят еталон, по който се сравняват звездите с подобна величина. Тъй като е 2,5 пъти по-масивна от Слънцето, тя изгаря своето гориво много по-бързо и ще приключи живота си за по-малко от милиард години, което е около 10 % от живота на Слънцето. Вега е една от първите открити звезди със силно инфрачервено излъчващо хало от нагорещен газ. Нейната ос на въртене е насочена към Земята и се вижда, че от въртенето на звездата този облак от газ е образувал диск, който можем да видим, тъй като е с лице към нас. Възможно е този диск да е подобен на Пояса на Кайпер, заобикалящ Слънцето. Останалите звезди, подобни на Вега (Денебола, Мерак и др.), имат подобни дискове и астрономите считат, че в тях може би има планетни системи, въпреки че не са засечени такива. Дори и да бъдат открити, в тях живот едва ли би съществувал, заради краткото съществуване на тези горещи звезди.

## Номенклатура
Традиционното наименование Вега произлиза от груба транслитерация на арабското уаки („падащ, приземяващ се“) от фразата النسر الواقع‎ (ан-насър ал-уаки) – „падащият орел“. Съзвездието Лира е представяно под формата на грифон в Древен Египет и във вида на орел или грифон в Древна Индия. Арабското название вероятно е дошло в европейската култура след използването на астрономическите таблици, разработени през 1215 – 1270 г. по нареждане на Алфонсо X. Вероятно, съзвездието и асоциираната с него хищна птица са имало митологична основа в древността.

## Наблюдение
На 17 юли 1850 г. Вега става първата звезда (отвъд Слънцето), която е фотографирана. Това е дело на Уилям Кранч Бонд и Джон Адамс Шипъл от Харвардската обсерватория, които използват дагеротипия. Хенри Дрейпър прави първата фотография на спектъра на звезда през август 1872 г., когато взема изображение от Вега, а освен това първи показва абсорбционните линии в спектъра на звезда. Подобни линии вече са били идентифицирани в спектъра на Слънцето. От 1943 г. спектърът на Вега служи като отправна точка при определянето на класификацията на други звезди.
Вега често може да бъде забелязана близо до зенита при средните северни географски ширини през летните вечери в северното полукълбо. От средните южни географски ширини тя може да бъде видяна ниско над северния хоризонт през зимата в южното полукълбо. С деклинация от +38,78°, Вега може да се наблюдава само от географски дължини северно от 51° южна ширина. Следователно, тя никога не изгрява в Антарктида или в най-южните части на Южна Америка (като Пунта Аренас в Чили). При географски ширини северно от 51° северна ширина е незалязваща звезда. Към полунощ на 1 юли Вега достига кулминация.
Около 12-ото хилядолетие пр.н.е. полюсът на Земята е сочил само на пет градуса от Вега, но в днешно време вече сочи към Полярната звезда. По пътя на прецесията, полюсът отново ще сочи близо до Вега с настъпване на 14-ото хилядолетие от н.е. Вега е най-ярката от поредицата северни полярни звезди.
Звездата представлява връх от широкия астеризъм Летен триъгълник, който включва още Алтаир от Орел и Денеб от Лебед. Тази формация има приблизително формата на правоъгълен триъгълник. Летният триъгълник е забележим в северното небе, тъй като няма много други ярки звезди в съседство.

## Физични характеристики
Вега е от спектрален клас A0V, което я прави бяла със сини примеси звезда от главна последователност, която активно синтезира водород до хелий в ядрото си. Тъй като по-масивните звезди използват горивото си по-бързо от по-малките, животът на Вега в главната последователност е грубо един милиард години или около една десета от слънчевия. Текущата възраст на Вега е около 455 милиона години или около половината от очакваната ѝ възраст в главна последователност. След като излезе от главната последователност, Вега ще се превърне в червен гигант от клас M и ще изгуби по-голямата част от масата си, като накрая ще се превърне в бяло джудже. В днешно време Вега има повече от два пъти масата на Слънцето, а светимостта ѝ е около 40 пъти по-висока от слънчевата.
Повечето от енергията, произвеждана в недрата на Вега, се създава в хода на CNO-цикъл, процес на термоядрен синтез, при който се комбинират протони, за да се образуват хелиеви ядра чрез посредничещи ядра на въглерод, азот и кислород. Този процес е преобладаващ при температури около 17 милиона K, което е малко повече от температурата в ядрото на Слънцето, но по-малко ефективно от протон-протонния цикъл. CNO-цикълът е силно чувствителен към температурата, което води до образуването на конвективна зона около ядрото, която разпределя равномерно отходните продукти от термоядрения синтез в ядрото. Над нея се намира зона на излъчване. За разлика от Вега, Слънцето има зона на излъчване около ядрото и конвективна зона върху нея.
Енергийният поток от Вега е измерен с точност. При 5480 Å, плътността на потока е 3650 Jy с грешка от 2%. Във видимия спектър на Вега преобладават абсорбционните линии на водорода. Линиите на останалите елементи са относително слаби, като сред тях се открояват най-вече тези на магнезий, желязо и хром. Рентгеновото излъчване на звездата е много слабо, което ще рече, че короната на звездата трябва да е много слаба или дори несъществуваща. Все пак, тъй като полюсът на Вега е обърнат към Земята, възможно е да става въпрос за полярна коронална дупка.
Използвайки спектрополяриметрия е засечено наличието на магнитно поле на повърхността на звездата. Това е първото такова засичат на магнитно поле на звезда от спектрален клас A. Средно това поле има големина от −0,6 ± 0,3 G по линията на видимост към Земята. Тази стойност е сравнима със средното магнитно поле на Слънцето. Все пак, магнитни полета, достигащи грубо 30 G, също са засечени на Вега. През 2015 г. са открити петна на повърхността на звездата – първото такова засичане при нормална звезда от клас A. Те са доказателство за ротационна модулация с период от 0,68 дни.
При измерване с висока точност чрез интерферометър на радиуса на Вега, е получена неочаквано висока стойност от 2,73 ± 0,01 пъти слънчевия радиус. Това е с 60% повече от радиуса на Сириус, докато звездните модели сочат, че звездата трябва да е само с около 12% по-голяма. Все пак, това несъответствие може да се обясни, ако Вега се върти бързо и се наблюдава от страна на оста си на въртене. През 2006 г. това предположение е потвърдено. Оста на въртене на Вега е наклонена на не повече от пет градуса спрямо линията на видимост от Земята. По-високите оценки за скоростта на въртене на звездата предполагат 236,2 ± 3,7 km/s по екватора. Това представлява около 88% от скоростта, която би накарала звездата да се разцепи вследствие центробежния ефект. Това бързо въртене е довело до изпъкването на екватора на звездата, така че радиусът на Вега при екватора е с 19% по-голям, отколкото радиуса при полюсите. Тъй като от Земята звездата се наблюдава откъм полюса ѝ, получените оценки за радиуса ѝ са доста големи.
Локалната повърхностна гравитация при полюсите е по-голяма, отколкото при екватора, при което се наблюдава вариация в ефективната температура на звездата: полярната температура е около 10 000 K, докато екваторната температура е около 8150 K.
Металичността на фотосферата на Вега представлява около 32% от слънчевата. Само около 0,54% от Вега са елементи, по-тежки от хелий. Причината за този беден химичен състав при звезда от спектрален клас A0 все още не е ясна. Наблюдаваното съотношение на хелия към водорода е 0,030 ± 0,005, което е с около 40% по-малко отколкото при Слънцето. Това може да се причини от изчезването на хелиевата зона на конвекция близо до повърхността.
Радиалната скорост на Вега е компонентът на движение на звездата по линията ѝ на видимост от Земята. Движението ѝ надалеч от нас би накарало светлината от нея да се измести към по-ниска честота (и към червения край на спектъра), а движението ѝ към нас би довело до по-висока честота на светлината от нея (и към синия край на спектъра). По този начин, скоростта ѝ може да се измери от червеното или синьото ѝ отместване. Точните измервания са дали стойност от −13,9 ± 0,9 km/s. Отрицателният знак означава относително движение в посока към Земята.
Собственото движение на Вега е 202,03 ± 0,63 милиарксекунди на година по ректасцензия и 287,47 ± 0,54 милиарксекунди на година по деклинация. Нетното собствено движение е 327,78 mas/y, което ще рече ъглово движение от един градус на всеки 11 000 години.